# Đội tuyển bóng chuyền nữ quốc gia Úc
Đội tuyển bóng chuyền nữ quốc gia Úc, còn được gọi là Volleyroos, là đội bóng chuyền đại diện cho bóng chuyền nữ Úc tại các giải đấu quốc tế và giao hữu. Tính đến tháng 8 năm 2024, họ được xếp hạng thứ 61 trên thế giới.  Họ là thành viên của Liên đoàn Bóng chuyền Châu Á (AVC).
Chương trình bóng chuyền nữ Úc được duy trì trong những năm 1990 đã xếp thứ 6 ở khu vực châu Á, một phần là do bản chất mạnh mẽ của bóng chuyền nữ ở châu Á, với các đội như Trung Quốc, Nhật Bản và Hàn Quốc được xếp hạng trên thế giới vào thời điểm đó trong top 8. Với sự hỗ trợ của Viện Thể thao Úc (AIS), họ đã đạt vị trí thứ 9 tại Thế vận hội Mùa hè năm 2000 . Sau đó, Volleyroos đạt được thứ hạng cao nhất từ trước đến nay trên thế giới là thứ 14. Sau đó, họ đạt vị trí thứ 6 tại Giải vô địch châu Á năm 2001 và đủ điều kiện tham dự Giải vô địch thế giới lần thứ hai.
Sự góp mặt mang tính lịch sử của họ tại Giải FIVB World Grand Prix từ năm 2014 đã thách thức kỹ năng của Volleyroos với các đối thủ xếp hạng cao hơn trên thế giới. 

## Lịch sử giải đấu

### Thế vận hội
Đội tuyển bóng chuyền nữ lần đầu tiên tham dự Thế vận hội với tư cách là quốc gia đăng cai Thế vận hội Mùa hè năm 2000. Họ vẫn chưa quay trở lại cuộc thi Olympic. 
Tại Thế vận hội Mùa hè năm 2000, đội tuyển dừng bước tại vòng bảng với vị trí thứ 10 chung cuộc. Họ thắng đội tuyển Kenya nhưng để thua trước các đối thủ được đánh giá mạnh hơn là Brasil, Hoa Kỳ, Trung Quốc và Croatia.

### Giải vô địch thế giới
Úc đã tham gia hai lần tham gia giải đấu này: 1982  và 2002.  
Tại giải đấu năm 1982, đội tuyển xếp hạng 12 trên tổng số 23 đội. Họ vượt qua vòng bảng khi thắng trước đội tuyển Chile và để thua đội tuyển Liên Xô. Tại vòng 2, họ không thắng trận đấu nào.
Giải đấu năm 2002, đội tuyển Úc xếp cuối vòng bảng khi thua toàn bộ 5 trận và xếp hạng 21 trên tổng số 24 đội tham dự.

### FIVB World Grand Prix
Đội tuyển bóng chuyền nữ quốc gia Úc được mời tham dự FIVB World Grand Prix từ năm 2014, là một phần của chương trình phát triển bóng chuyền châu Đại Dương. Đội tuyển đã góp mặt ở giải đấu này cho đến năm 2017, khi giải đấu bị hủy bỏ. Cả 4 lần tham dự giải đấu, đội tuyển đều chơi ở Nhóm 3.

Trong suốt 4 năm tham dự, đội tuyển chỉ duy nhất có 1 trận thắng trước đội tuyển Trinidad và Tobago ở lượt trận vòng bảng năm 2017. 
- 2014 - Hạng 27/28
- 2015 - Hạng 24/28
- 2016 - Hạng 27/28
- 2017 - Hạng 26/32

### FIVB Challenger Cup
- 2018 - Hạng 5

### Giải Vô địch Châu Á
Giải vô địch bóng chuyền châu Á đầu tiên được tổ chức tại Melbourne, năm 1975, nơi Úc đạt vị trí thứ 4.  Họ lại đứng thứ 4 vào năm 1979.  Đây là những vị trí tốt nhất trong cuộc thi này. Đội luôn nằm trong top 10 trong suốt lịch sử của mình ở giải đấu này.
- 1975 - Hạng 4
- 1979 - Hạng 4
- 1983 - Hạng 7
- 1987 - Hạng 7
- 1989 - Hạng 7
- 1991 - Hạng 6
- 1993 - Hạng 10
- 1995 - Hạng 6
- 1997 - Hạng 7
- 1999 - Hạng 6
- 2001 - Hạng 6
- 2003 - Hạng 9
- 2005 - Hạng 10
- 2007 - Hạng 8
- 2009 - Hạng 9
- 2011 - Hạng 10
- 2013 - Hạng 9
- 2015 - Hạng 9
- 2017 - Hạng 10
- 2019 - Hạng 9
- 2023 - Hạng 10

### Cúp Châu Á
- 2008 - Hạng 7
- 2018 - Hạng 7
- 2022 - Hạng 8

### Asian Challenge Cup
- 2023 - Hạng 6
- 2024 - Hạng 4

## Đội hình hiện tại
| Đội hình tham dự 2024 Asian Women's Volleyball Challenge Cup | Đội hình tham dự 2024 Asian Women's Volleyball Challenge Cup | Đội hình tham dự 2024 Asian Women's Volleyball Challenge Cup | Đội hình tham dự 2024 Asian Women's Volleyball Challenge Cup | Đội hình tham dự 2024 Asian Women's Volleyball Challenge Cup |
| Vị trí                                                       | Họ tên                                                       | Ngày sinh                                                    | Chiều cao                                                    | CLB 2023 - 2024                                              |
| ------------------------------------------------------------ | ------------------------------------------------------------ | ------------------------------------------------------------ | ------------------------------------------------------------ | ------------------------------------------------------------ |
| Chuyền hai                                                   | Mikaela Stevens                                              | 11 tháng 7, 1998                                             | 1,78 m (5 ft 10 in)                                          | NSW Phoenix                                                  |
| Chủ công                                                     | Caitlin Tipping                                              | 16 tháng 11, 2000                                            | 1,90 m (6 ft 3 in)                                           | Linköpings VC                                                |
| Chuyền hai                                                   | Alexia Zammit                                                | 6 tháng 11, 2004                                             | 1,76 m (5 ft 9 in)                                           | Perth Steel                                                  |
| Libero                                                       | Allysha Sims                                                 | 16 tháng 8, 2002                                             | 1,70 m (5 ft 7 in)                                           | Rote Raben Vilsbiburg II                                     |
| Đối chuyền                                                   | Emma Burton                                                  | 15 tháng 9, 1997                                             | 1,81 m (5 ft 11 in)                                          | Queensland Pirates                                           |
| Phụ công                                                     | Cassandra Dodd                                               | 12 tháng 3, 2004                                             | 1,88 m (6 ft 2 in)                                           | Canberra Heat                                                |
| Phụ công                                                     | Lauren Cox                                                   | 23 tháng 8, 2002                                             | 1,93 m (6 ft 4 in)                                           | Hämeenlinnan Lentopallokerho                                 |
| Chủ công                                                     | Caitlin Whincup                                              | 21 tháng 1, 2005                                             | 1,80 m (5 ft 11 in)                                          | Perth Steel                                                  |
| Chủ công                                                     | Kasey Hogan                                                  | 5 tháng 6, 2003                                              | 1,81 m (5 ft 11 in)                                          | Nevada University                                            |
| Chủ công                                                     | Cameron Zajer                                                | 27 tháng 2, 2006                                             | 1,76 m (5 ft 9 in)                                           | Adelaide Storm                                               |
| Libero                                                       | Sarah Burton (c)                                             | 20 tháng 12, 2002                                            | 1,82 m (6 ft 0 in)                                           | WA Steel                                                     |
| Chủ công                                                     | Ella Schabort                                                | 25 tháng 5, 2005                                             | 1,88 m (6 ft 2 in)                                           | Binghamton University                                        |
| Phụ công                                                     | Kara Inskip                                                  | 29 tháng 12, 2000                                            | 1,85 m (6 ft 1 in)                                           | LiigaPloki                                                   |
| Phụ công                                                     | Elysse Hislop                                                | 14 tháng 2, 1999                                             | 1,89 m (6 ft 2 in)                                           | Perth Steel                                                  |

## Thống kê lịch sử đối đầu

### Tại Olympics
| Đội tuyển  | Liên đoàn | Số trận | Thắng | Thắng 3-0 | Thắng 3-1 | Thắng 3-2 | Thua | Thua 2-3 | Thua 1-3 | Thua 0-3 |
| ---------- | --------- | ------- | ----- | --------- | --------- | --------- | ---- | -------- | -------- | -------- |
| Brasil     | CSV       | 1       | 0     | -         | -         | -         | 1    | -        | -        | 1        |
| Trung Quốc | AVC       | 1       | 0     | -         | -         | -         | 1    | -        | -        | 1        |
| Croatia    | CEV       | 1       | 0     | -         | -         | -         | 1    | -        | 1        | -        |
| Kenya      | CAVB      | 1       | 1     | -         | 1         | -         | 0    | -        | -        | -        |
| Hoa Kỳ     | NORCECA   | 1       | 0     | -         | -         | -         | 1    | -        | -        | 1        |

### Tại Giải Vô địch Thế giới
| Đội tuyển  | Liên đoàn | Số trận | Thắng | Thắng 3-0 | Thắng 3-1 | Thắng 3-2 | Thua | Thua 2-3 | Thua 1-3 | Thua 0-3 |
| ---------- | --------- | ------- | ----- | --------- | --------- | --------- | ---- | -------- | -------- | -------- |
| Bulgaria   | CEV       | 1       | 0     | -         | -         | -         | 1    | -        | -        | 1        |
| Brasil     | CSV       | 1       | 0     | -         | -         | -         | 1    | -        | -        | 1        |
| Canada     | NORCECA   | 1       | 0     | -         | -         | -         | 1    | -        | -        | 1        |
| Chile      | CSV       | 1       | 1     | -         | 1         | -         | 0    | -        | -        | -        |
| Trung Quốc | AVC       | 2       | 0     | -         | -         | -         | 2    | -        | -        | 2        |
| Cuba       | NORCECA   | 1       | 0     | -         | -         | -         | 1    | -        | -        | 1        |
| Hy Lạp     | CEV       | 1       | 0     | -         | -         | -         | 1    | -        | 1        | -        |
| Hungary    | CEV       | 1       | 0     | -         | -         | -         | 1    | -        | -        | 1        |
| Thái Lan   | AVC       | 1       | 0     | -         | -         | -         | 1    | -        | 1        | -        |
| Hoa Kỳ     | NORCECA   | 1       | 0     | -         | -         | -         | 1    | -        | -        | 1        |
| Liên Xô    | CEV       | 1       | 0     | -         | -         | -         | 1    | -        | -        | 1        |